# Žiar nad Hronom
Žiar nad Hronom (in ungherese Garamszentkereszt, in tedesco Heiligenkreuz an der Gran) è una città della Slovacchia, capoluogo del distretto omonimo, nella regione di Banská Bystrica.
Fino al 1955 ebbe il nome di Svätý Kríž nad Hronom.